# Sol (géotechnique)
Pour les articles homonymes, voir Sol.
En géotechnique, le sol est « la formation naturelle de surface, à structure meuble et d'épaisseur variable, résultant de la transformation de la roche-mère  sous-jacente sous l'influence de divers processus, physiques, chimiques et biologiques, au contact de l'atmosphère et des êtres vivants ». (définition du pédologue Albert Demolon)

## Origines des sols
Les sols ont deux origines principales :
- la désagrégation des roches par altération mécanique et physicochimique sous l'effet des agents naturels:
  - fissuration consécutive à la décompression, aux effets des chocs thermiques ou du gel,
  - attaque mécanique (chocs et frottements) dans un processus naturel de transport gravitaire glaciaire, fluvial, marin, éolien,
  - attaque chimique sous l'effet des circulations d'eaux agressives (acides ou basiques) ;
- la décomposition d'organismes vivants : végétaux (tourbes) ou animaux (craies).

On distingue également :
- les sols résiduels résultant de l'altération sur place des roches ;
- les sols transportés provenant du dépôt des produits d'altération préalablement repris par un agent physique de transport. Ce sont les sols transportés qui posent au concepteur d'ouvrages les problèmes les plus délicats.

Enfin, suivant leurs conditions de formation et de dépôt, les sols peuvent contenir des matières organiques en proportion plus ou moins élevée.
On soulignera que les processus mécaniques ou physiques d'évolution des roches ne permettent pas de réduire la dimension des grains en dessous de 10 à 20 μm, car les effets mécaniques, dus aux chocs ou au frottement liés à la masse des grains  diminuent rapidement avec leur volume. Au-dessous de cette dimension, la fragmentation des grains se poursuit principalement par altération chimique qui entraîne la destruction de certaines des liaisons chimiques des minéraux. Elle s'accompagne d'une augmentation rapide de la surface des grains offerte à l'attaque chimique.

## Composition d'un sol
Un sol est un mélange de trois phases en proportions variables : 
- La phase solide (notée s) ou squelette solide est constituée par les grains minéraux de l'agrégat ;
- La phase liquide (w), constituée par l'eau occupe les vides de l'agrégat. Si tous les vides sont remplis par l'eau, le sol est dit saturé; sinon, il est partiellement saturé ;
- La phase gazeuse (a) : dans un sol partiellement saturé une partie des vides de l'agrégat est remplie par du gaz, essentiellement de l'air.

## Indicateurs caractérisant un sol
Un échantillon de sol est notamment caractérisé par :
- sa porosité n = Vv / Vt, avec Vv le volume des vides et Vt le volume total de l'échantillon ;
- l'indice des vides e = Vv / Vs, avec Vs le volume occupé par les grains solides.

La porosité et l'indice des vides définissent la proportion de vide contenue dans le sol considéré.
- le degré de saturation Sr = Vw / Vv, avec Vw le volume d'eau que contient l'échantillon de sol ;
- la teneur en eau w = Pw / Pd, avec Pw la masse de l'eau contenu dans l'échantillon et Pd la masse sèche de l'échantillon.

Le degré de saturation définit la proportion d'eau dans les vides.
- la cohésion c  :résistance au cisaillement sous contrainte normale nulle.

## Essais pour caractériser un sol
Il existe différents essais pour caractériser la nature d'un sol.
Analyse granulométrique :
Un tamisage permet de trier les particules de diamètre supérieur à 80 micromètres.
Une sédimentométrie  permet ensuite d'analyser la répartition des éléments de diamètre inférieurs à 80 micromètres
Limites d'Atterberg :
Cet essai permet de prévoir le comportement des sols pendant les opérations de terrassement, en particulier sous l'action des variations de teneur en eau. Il consiste à faire varier la teneur en eau d'une fraction de sol en observant sa consistance. Il existe deux limites dites d'Atterberg : la limite de liquidité et la limite de plasticité.
- wl : c'est la limite de liquidité qui caractérise la transition entre un état liquide et un état plastique.
- wp : c'est la limite de plasticité qui caractérise la transition entre un état plastique et un état solide.
- Indice de plasticité = Ip= wl -wp
- Indice de consistance = Ic = (wl - w) / Ip

## Relations entre la porosité et l'indice des vides
- n = e / (1 + e)
- e = n / (1 - n)

## Propriétés électriques d'un sol
Tout grain de sol, à sa surface, est chargé négativement électriquement. La molécule d'eau {\displaystyle H_{2}O} est dipolaire mais électriquement neutre. Les centres de gravité des charges négatives et positives ne sont pas confondus ; la molécule a deux pôles : elle est ainsi orientée électriquement. Par conséquent, la molécule d'eau est attirée par la surface des grains. Il se forme alors des couches dites adsorbées.
Les liaisons électriques étant très fortes, les couches adsorbées ont des propriétés semi-solides; elles ne peuvent être détruites qu'en laboratoire par dessiccation totale de l'échantillon.

### Livres
- Albert Caquot, Jean Kérisel - Traité de mécanique des sols - Gauthier-Villars, éditeur - Paris - 1966
- J. Verdeyen, V. Roisin, J. Nuyens - Mécanique des sols - Presses universitaires de Bruxelles et Dunod éditeur - Bruxelles, Paris - 1968
- François Schlosser - Éléments de mécanique des sols - Presses de l'école des Ponts et chaussées - Paris - 2003 -  (ISBN 2-85978-104-8)
- Maurice Cassan - Les essais in situ en mécanique des sols. 1- Réalisation et interprétation - Eyrolles éditeur - Paris - 1978
- Maurice Cassan - Les essais in situ en mécanique des sols. 2- Applications et méthodes de calcul - Eyrolles éditeur - Paris - 1978
- Maurice Cassan - Les essais de perméabilité sur site dans la reconnaissance des sols - Presses de l'école des Ponts et chaussées - Paris - 2005 -  (ISBN 2-85978-396-2)

### Normes AFNOR
- NF EN 1997-2 - Eurocode 7 - Calcul géotechnique - Partie 2 : reconnaissance des terrains et essais
- NF EN ISO 14688-1 - Reconnaissance et essais géotechniques - Dénomination, description et classification des sols - Partie 1 : dénomination et description
- NF EN ISO 14688-2 - Reconnaissance et essais géotechniques - Dénomination, description et classification des sols - Partie 2 : principes pour une classification
- NF EN ISO 14689-1 - Recherches et essais géotechniques - Dénomination et classification des roches - Partie 1 : dénomination et description
- NF P94-049-1 et 2 - Sols : reconnaissance et essais - Détermination de la teneur en eau pondérale des matériaux
- NF P94-050 - Sols : reconnaissance et essais - Détermination de la teneur en eau pondérale des matériaux - Méthode par étuvage
- NF P94-051 - Sols : reconnaissance et essais - Détermination des limites d'Atterberg - Limite de liquidité à la coupelle - Limite de plasticité au rouleau
- NF P94-052-1 - Sols : reconnaissance et essais - Détermination des limites d'Atterberg - Partie 1 : limite de liquidité - Méthode du cône de pénétration
- NF P94-053 - Sols : reconnaissance et essais - Détermination de la masse volumique des sols fins en laboratoire - Méthodes de la trousse coupante, du moule et de l'immersion dans l'eau
- NF P94-054 - Sols : reconnaissance et essais - Détermination de la masse volumique des particules solides des sols - Méthode du pycnomètre à eau
- NF P94-055 - Sols : reconnaissance et essais - Détermination de la teneur pondérale en matières organiques d'un sol - Méthode chimique
- NF P94-056 - Sols : reconnaissance et essais - Analyse granulométrique - Méthode par tamisage à sec après lavage
- NF P94-057 - Sols : reconnaissance et essais - Analyse granulométrique des sols - Méthode par sédimentation
- NF P94-059 - Sols : reconnaissance et essais - Détermination des masses volumiques minimale et maximale des sols non cohérents
- NF P94-061-1 à 4 - Sols : reconnaissance et essais - Détermination de la masse volumique d'un matériau en place
- NF P94-064 - Sols : reconnaissance et essais - Masse volumique sèche d'un élément de roche - Méthode par pesée hydrostatique
- NF P94-066 - Sols : reconnaissance et essais - Coefficient de fragmentabilité des matériaux rocheux
- NF P94-067 - Sols : reconnaissance et essais - Coefficient de dégradabilité des matériaux rocheux
- NF P94-070 - Sols : reconnaissance et essais - Essais à l'appareil triaxial de révolution - Généralités - Définitions
- NF P94-071-1 et 2 - Sols : reconnaissance et essais - Essai de cisaillement rectiligne à la boîte
- NF P94-072 - Sols : reconnaissance et essais - Essai scissométrique en laboratoire
- NF P94-074 - Sols : reconnaissance et essais - Essais à l'appareil triaxial de révolution - Appareillage - Préparation des éprouvettes - Essai (UU) non consolidé non drainé - Essai (Cu+U) consolidé non drainé avec mesure de pression interstitielle - Essai (CD) consolidé drainé
- NF P94-077 - Sols : reconnaissance et essais - Essai de compression uniaxiale
- NF P94-110-1 - Sols : reconnaissance et essais - Essai pressiométrique Ménard - Partie 1 : essai sans cycle
- NF P94-112 - Sols reconnaissance et essais - Essai scissométrique en place
- NF P94-113 - Sols : reconnaissance et essais - Essai de pénétration statique
- NF P94-114 - Géotechnique - Sols : reconnaissance et essais - Essai de pénétration dynamique type A
- NF P94-115 - Géotechnique - Sols : reconnaissance et essais - Sondage au pénétromètre dynamique type B
- NF P94-116 - Sols : reconnaissance et essais - Essai de pénétration au carottier
- NF P94-117-1 à 3 - Sols : reconnaissance et essais - Portance des plates-formes - Partie 1 : module sous chargement statique à la plaque (EV2), Partie 2 : module sous chargement dynamique, Partie 3 : coefficient de réaction de WESTERGAARD sous chargement statique d'une plaque
- NF P94-119 - Sols : reconnaissance et essais - Essai au piézocone
- NF P94-130 - Sols : reconnaissance et essais - Essai de pompage
- NF P94-131 - Sols : reconnaissance et essais - Essai d'eau Lugeon
- NF P94-132 - Sols : reconnaissance et essais - Essai d'eau Lefranc